# 휠셰어
휠셰어(영어: Wheelshare)는 수동휠체어에 장착할 수 있는 전동화키트 무상 공유하는 사업이다. 이 사업은 현대자동차그룹과 사단법인 그린라이트, 사회복지공동모금회가 같이 진행한다.

## 상세
수동 휠체어에 모터, 배터리, 조종장치로 구성된 전동화키트를 장착할 수 있도록 지원한다. 전동화키트는 탈부착이 가능하며, 기내 반입에 제한이 많은 항공기, 이용자가 높은 버스 등 보편화된 대중교통 이용이 가능하다.
전동화키트는 A~C-Type 총 3가지가 있다. A는 꼬리형 키트, B는 조이스틱형 키트와 활동형 휠체어, C는 보호자조작형 키트와 활동형 휠체어로 구성된다.

## 현황
| 일자           | 이용 고객 | 이용 일수 |
| -------------- | --------- | --------- |
| 2021년 9월 2일 | 2,072     | 13,665    |
| 2022년 4월 4일 | 3,265     | 19,399    |

## 사업장
- 서울사무소(그린라이트) - 서울특별시 금천구 벚꽃로 254 월드메르디앙 1차 711호
- 경주사무소 - 경상북도 경주시 보문로 510-14
- 부산사무소 - 부산광역시 동구 중앙대로 196번길 12-3, 9층(초량동)
- 제주사무소(제주국제공항) - 제주특별자치도 제주시 공항로 2[4]